# Sint-Antoniusklooster (Blerick)
Het Sint-Antoniusklooster is een verdwenen klooster te Blerick in de Nederlandse gemeente Venlo.

## Geschiedenis

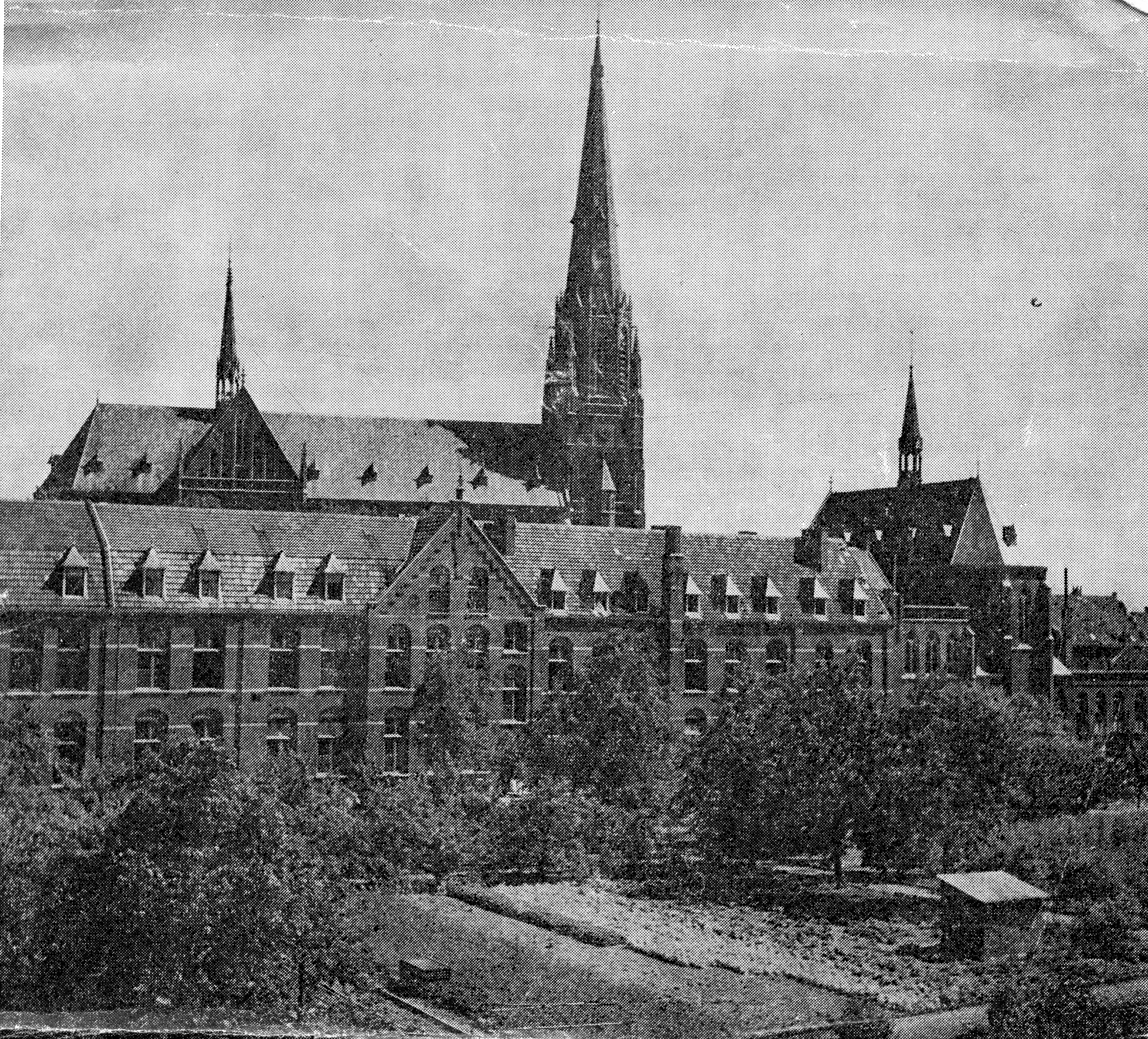
Antoniusklooster met de oude Antoniuskerk

De zusters van de Goddelijke Voorzienigheid vestigden zich in 1876 in Blerick. In 1888 was het klooster door grote armoede bijna failliet, maar door het ingrijpen van de kapelaan van de Sint-Antoniuskerk werd de congregatie gered.
Het terrein van het klooster werd gaandeweg uitgebreid tot aan de 1e Graaf van Loonstraat ten westen, de Rutgerusgang ten noorden, en de toenmalige Koesstraat aan zuidzijde (deze werd later van naam veranderd in Kloosterstraat ter ere van de zusters). Het gehele complex besloeg na verloop van tijd circa 2 hectare.
Op 1 maart 1944 werd na de bombardementen op Venlo in de nasleep van de Tweede Wereldoorlog duidelijk dat het klooster onherstelbaar beschadigd was. Alle zusters hadden echter het oorlogsgeweld overleefd. Het klooster werd vanaf 1955 gesloopt, om plaats te maken voor nieuwbouw aan een moderne winkelstraat.

## Onderwijs
De zusters hielden zich bezig met onderwijs. Zo stichtten zij
- drie meisjesscholen: de MAVO Maria Regina, de Maasveld MAVO en een kweekschool voor meisjes[4][5] - de latere PABO Wylderbeek
- een bewaarschool
- een huishoudschool,[6][7]
- twee internaten, een voor jongens (Antoniuspensionaat) en een voor meisjes
- een aantal kleuterscholen, waarvan er een afbrandde in 1990.
- een pension voor dames en heren.

In totaal waren er in de jaren 1930 circa 800 mensen werkzaam.

## Huidige situatie
De overgebleven zusters werden in 2008 gehuisvest in appartementen aan de 1e Graaf van Loonstraat/Rutgerusgang. Op de plek waar ooit het imposante complex heeft gestaan zijn in de jaren 80 twee appartementencomplexen verrezen: Maria Regina en Antonius. In de jaren 90 werden er aan noordzijde nog eens twee appartementencomplexen bijgebouwd. Alle vier deze complexen zijn levensbestendige appartementencomplexen, voor 55-plussers.